# Kendall County (Texas)
Kendall County je okres ve státě Texas v USA. K roku 2010 zde žilo 33 410 obyvatel. Správním městem okresu je Boerne. Celková rozloha okresu činí 1 717 km².